# Сан Лоренцо ин Банале
Сан Лоренцо ин Банале (итал. San Lorenzo in Banale) је насеље у Италији у округу Тренто, региону Трентино-Јужни Тирол.
Према процени из 2011. у насељу је живело 1109 становника. Насеље се налази на надморској висини од 729 м.

## Становништво
Према резултатима пописа становништва 2011. у општини је живело 1.181 становника.
| 1931. | 1936. | 1951. | 1961. | 1971. | 1981. | 1991. | 2001. | 2011. |
| ----- | ----- | ----- | ----- | ----- | ----- | ----- | ----- | ----- |
| 1.153 | 1.060 | 1.140 | 1.221 | 1.107 | 1.073 | 1.068 | 1.117 | 1.181 |